# Daniel Dias
Daniel de Faria Dias (* 24. Mai 1988 in Campinas) ist ein brasilianischer Schwimmer, der an Wettkämpfen des Internationalen Paralympischen Komitees teilnahm. Er ist 14-facher Paralympics-Sieger und gewann 31 Weltmeistertitel.

## Leben
Dias wurde 1988 in Campinas mit einer Mikromelie von beiden Armen und einem Bein geboren. Für den paralympischen Schwimmsport erhielt er daher die Startklasse S5. Mit 16 Jahren begann er Schwimmtraining zu nehmen. Dias studierte Bewegungspädagogik und Mechatronik an der Universidade São Francisco und Marketing an der Mackenzie Presbyterian University. 2016 erschien eine Dokumentation über seinen Werdegang und seine Karriere. Dias ist verheiratet und hat drei Kinder.

## Sportliche Karriere
Dias gab 2006 sein internationales Debüt bei den Schwimmweltmeisterschaften der Behinderten in Durban. Er wurde in zwei Disziplinen Zweiter und wurde dreifacher Weltmeister. Im folgenden Jahr gewann er acht Titel bei den Parapanamerikanischen Spielen. 2008 trat Dias erstmals bei den Paralympischen Spielen an. Er siegte in vier Rennen und stand in fünf weiteren auf dem Podium. Im folgenden Jahr wurden erstmals Kurzstrecken-Weltmeisterschaften der Behinderten ausgetragen. Mit acht ersten und drei zweiten Plätzen gehörte Dias zu den erfolgreichsten Athleten. 2010 gewann der Brasilianer achtmal bei den Weltmeisterschaften in Eindhoven und wurde mit der Freistilstaffel Zweiter. Bei den Parapanamerikanischen Spielen 2011 führte Dias mit elf Goldmedaillen den Medaillenspiegel an. 2012 triumphierte Dias bei den Sommer-Paralympics in London, bei denen er die brasilianische Flagge bei der Eröffnungsfeier trug, sechsmal. Bei den weltweiten Titelkämpfen im nächsten Jahr siegte er in sechs Rennen und wurde in zwei weiteren Disziplinen Vizemeister. 2015 erschwamm Dias bei der Weltmeisterschaft der Behinderten sieben Titel, bevor er bei den Parapanamerikanischen Spielen im selben Jahr in allen acht Wettkämpfen, in denen er antrat, siegreich war. Im folgenden Jahr wurden in seinem Heimatland die Paralympischen Spiele ausgetragen. Er wurde vierfacher Paralympics-Sieger und gewann insgesamt neun Medaillen. 2017 erweiterte Dias seine Erfolge um sechs Siege bei den Weltmeisterschaften, während er 2019 nur über 50 m Freistil erfolgreich war und drei weitere Podiumsplatzierungen erzielte. 2021 nahm er zum letzten Mal an den Sommer-Paralympics teil. Er gewann drei Bronzemedaillen und verkündete im Anschluss an die Veranstaltung das Ende seiner aktiven Karriere. Mit 27 paralympischen Podiumsplatzierungen kam Dias öfter unter die besten drei als jeder andere männliche Para-Schwimmer vor ihm.

## Auszeichnungen
Dias war im Laufe seiner Karriere sechsmal für den Laureus World Sports Award nominiert und konnte ihn 2009, 2013 und 2016 gewinnen. 2021 wurde er Botschafter der Laureus Akademie. 2018 wurde ihm die Walter-Schmidt-Trophäe für seinen Beitrag zur Verbesserung des brasilianischen Gesundheitssystems verliehen. Das paralympische Komitee Brasiliens ernannte ihn dreimal zum Behindertensportler des Jahres. 2016 ernannte ihn der Bundesstaat Minas Gerais zum Ehrenbürger. Vom Magazin Swimming World erhielt er fünfmal den Titel des besten männlichen Behindertensportlers.